# Amphoe Aranyaprathet
Amphoe Aranyaprathet (Thai: อำเภอ อรัญประเทศ) ist ein Landkreis (Amphoe – Verwaltungs-Distrikt) in der Provinz Sa Kaeo. Die Provinz Sa Kaeo liegt in der Ostregion von Thailand an der Grenze zu Kambodscha, wird aber verwaltungstechnisch zu Zentralthailand gezählt.

## Geographie
Amphoe Aranyaprathet wird von folgenden Amphoe begrenzt (vom Südwesten im Uhrzeigersinn aus gesehen): die Amphoe Khlong Hat, Watthana Nakhon und Khok Sung in der Provinz Sa Kaeo. Im Südosten liegt die Landesgrenze nach Kambodscha.

## Geschichte

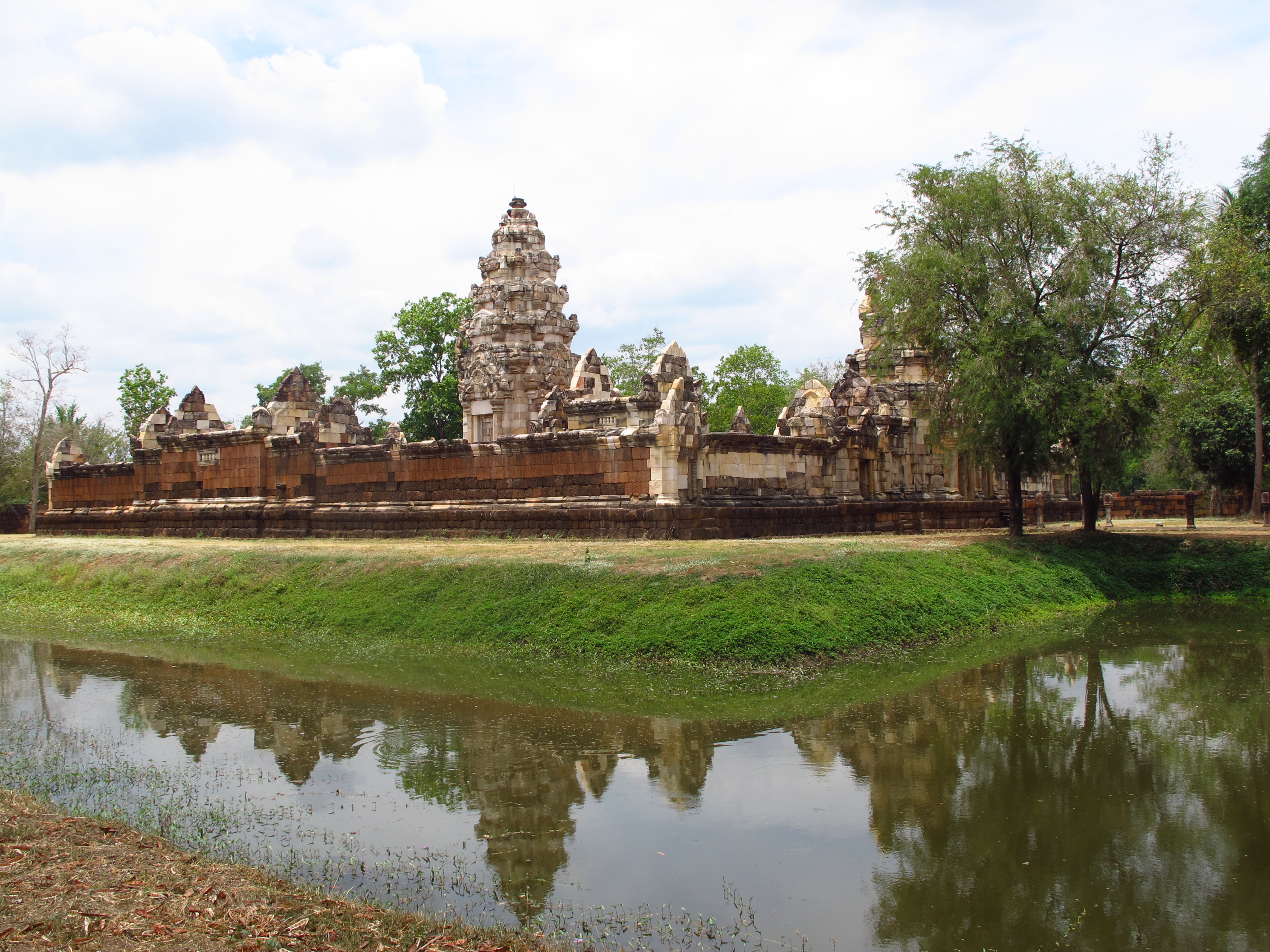
Prasat Sdok Kok Thom, Tempelruinen aus der Khmer-Zeit

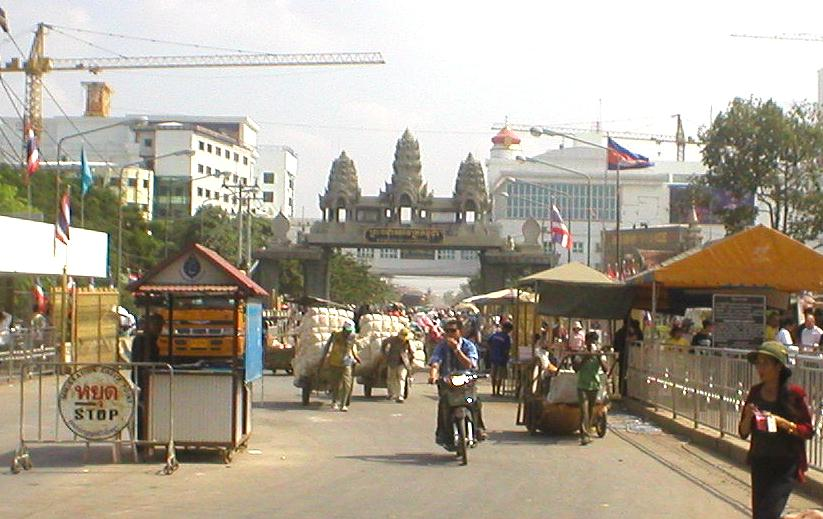
Grenzübergang Aranyaprathet/Poipet

Aranyaprathet war ursprünglich ein Teil der Provinz Kabin Buri. Am 1. April 1926 wurde die Provinz aufgelöst, die beiden Landkreise Mueang Kabin Buri und Aranyapathret wurden der Provinz Prachin Buri zugeordnet.
Im Jahr 1993 wurde Aranyaprathet von Prachin Buri abgetrennt, um Teil der neu eingerichteten Provinz Sa Kaeo zu werden.

## Flüchtlinge
Zwischen 1979 und der Mitte der 1980er Jahre konzentrierten sich in der Region von Aranyaprathet etwa 300.000 kambodschanische Flüchtlinge, die vor dem Hintergrund des Einmarsches vietnamesischer Truppen und einer drohenden Hungersnot in Kambodscha nach Thailand geflohen waren. Darunter war auch Site 8, das größte Lager von Anhängern der entmachteten Roten Khmer mit zeitweise über 30.000 Insassen. Es wurde 1993 nach Repatriierung der Flüchtlinge in das nun weitgehend befriedete Kambodscha geschlossen.
Die Versorgung der Flüchtlinge erfolgte damals durch internationale Hilfsorganisationen. Nutznießer der Hilfsgüter waren auch die aus Kambodscha nach Thailand geflohenen Rote-Khmer-Truppen, die sich in der Grenzregion regruppierten und militärische Attacken gegen die Truppen Vietnams innerhalb Kambodschas führten. Die Hilfssendungen für die kambodschanischen Flüchtlinge wurden vom thailändischen Militär kontrolliert, das sich nach Meinung von Beobachtern in diesem Zusammenhang nicht unerheblich bereichert haben soll.

## Grenzübergang

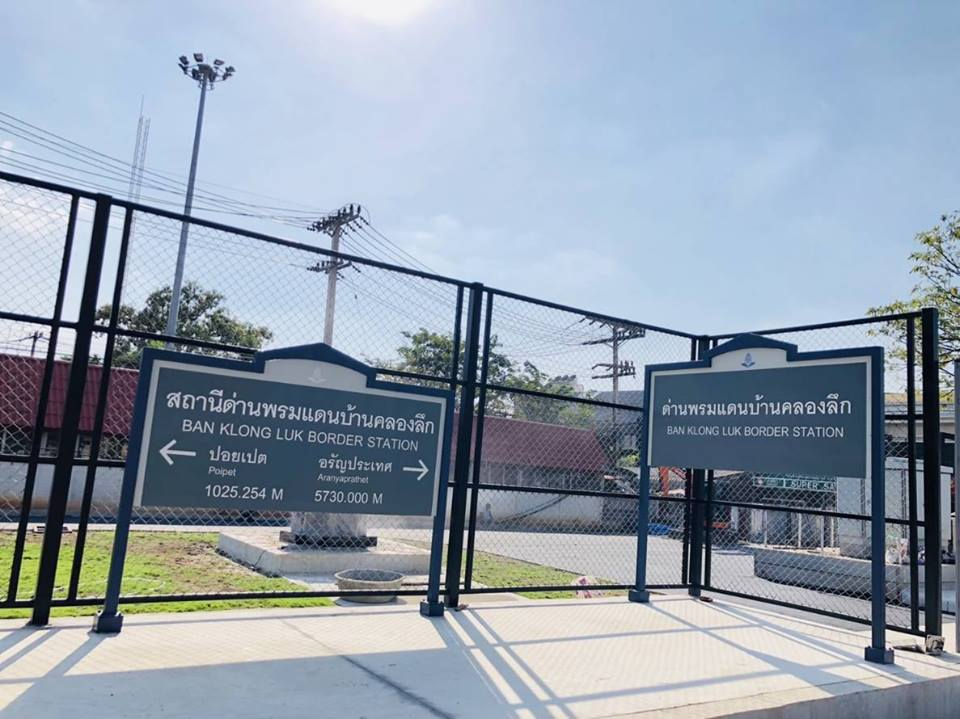
Grenzbahnhof Ban Klong Luk

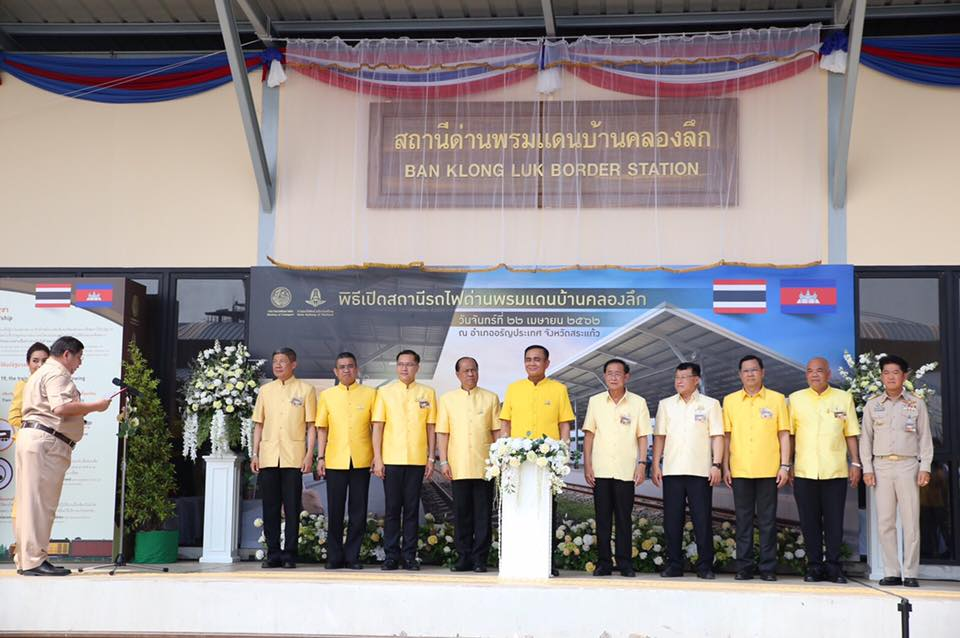
Eröffnung des Grenzbahnhof im April 2019

Touristen, die von Thailand auf dem Landweg nach Siem Reap (Angkor) und weiter nach Phnom Penh reisen wollen, benutzen den Grenzübergang Aranyaprathet/Poipet. Thailänder nutzen gerne den Grenzübergang, um jenseits der Grenze in den Spiel-Casinos von Poipet ihr Glück zu versuchen.
Der Personeneisenbahnverkehr endet am Grenzbahnhof Ban Klong Luk kurz vor der Grenze. Der Grenzbahnhof wurde am 22. April 2019 in Anwesenheit des thailändischen Premierminister Prayut Chan-o-cha eröffnet. Den Grenzübertritt nach Poipet muss man zu Fuß oder mit dem Taxi erledigen, da grenzüberschreitend lediglich Güterverkehr stattfindet.

## Verwaltung

### Provinzverwaltung
Der Landkreis Aranyaprathet ist in 13 Tambon („Unterbezirke“ oder „Gemeinden“) eingeteilt, die sich weiter in 114 Muban („Dörfer“) unterteilen.
| Nr. | Name             | Thai          | Muban | Einw.  |
| --- | ---------------- | ------------- | ----- | ------ |
| 01. | Aranyaprathet    | อรัญประเทศ     | 0-    | 16.309 |
| 02. | Mueang Phai      | เมืองไผ่        | 08    | 04.296 |
| 03. | Han Sai          | หันทราย        | 10    | 05.602 |
| 04. | Khlong Nam Sai   | คลองน้ำใส      | 12    | 05.426 |
| 05. | Tha Kham         | ท่าข้าม         | 11    | 04.783 |
| 06. | Pa Rai           | ป่าไร่          | 09    | 06.240 |
| 07. | Thap Phrik       | ทับพริก         | 07    | 03.629 |
| 08. | Ban Mai Nong Sai | บ้านใหม่หนองไทร | 08    | 09.582 |
| 09. | Phan Suek        | ผ่านศึก         | 13    | 06.588 |
| 10. | Nong Sang        | หนองสังข์       | 08    | 06.953 |
| 11. | Khlong Thap Chan | คลองทับจันทร์    | 10    | 04.681 |
| 12. | Fak Huai         | ฟากห้วย        | 11    | 06.894 |
| 13. | Ban Dan          | บ้านด่าน        | 07    | 04.772 |

### Lokalverwaltung
Es gibt eine Kommune mit „Stadt“-Status (Thesaban Mueang) im Landkreis:
- Aranyaprathet (Thai: เทศบาลเมืองอรัญญประเทศ) bestehend aus dem kompletten Tambon Aranyaprathet.

Es gibt vier Kommunen mit „Kleinstadt“-Status (Thesaban Tambon) im Landkreis:
- Pa Rai (Thai: เทศบาลตำบลป่าไร่) bestehend aus dem kompletten Tambon Pa Rai.
- Ban Mai Nong Sai (Thai: เทศบาลตำบลบ้านใหม่หนองไทร) bestehend aus dem kompletten Tambon Ban Mai Nong Sai.
- Fak Huai (Thai: เทศบาลตำบลฟากห้วย) bestehend aus dem kompletten Tambon Fak Huai.
- Ban Dan (Thai: เทศบาลตำบลบ้านด่าน) bestehend aus dem kompletten Tambon Ban Dan.

Außerdem gibt es acht „Tambon-Verwaltungsorganisationen“ (องค์การบริหารส่วนตำบล – Tambon Administrative Organizations, TAO)
- Mueang Phai (Thai: องค์การบริหารส่วนตำบลเมืองไผ่) bestehend aus dem kompletten Tambon Mueang Phai.
- Han Sai (Thai: องค์การบริหารส่วนตำบลหันทราย) bestehend aus dem kompletten Tambon Han Sai.
- Khlong Nam Sai (Thai: องค์การบริหารส่วนตำบลคลองน้ำใส) bestehend aus dem kompletten Tambon Khlong Nam Sai.
- Tha Kham (Thai: องค์การบริหารส่วนตำบลท่าข้าม) bestehend aus dem kompletten Tambon Tha Kham.
- Thap Phrik (Thai: องค์การบริหารส่วนตำบลทับพริก) bestehend aus dem kompletten Tambon Thap Phrik.
- Phan Suek (Thai: องค์การบริหารส่วนตำบลผ่านศึก) bestehend aus dem kompletten Tambon Phan Suek.
- Nong Sang (Thai: องค์การบริหารส่วนตำบลหนองสังข์) bestehend aus dem kompletten Tambon Nong Sang.
- Khlong Thap Chan (Thai: องค์การบริหารส่วนตำบลคลองทับจันทร์) bestehend aus dem kompletten Tambon Khlong Thap Chan.